# Худобин, Александр Яковлевич
Алекса́ндр Я́ковлевич Худо́бин (1767, Вологодская область — 22 августа [3 сентября] 1833, Санкт-Петербург) — российский купец 3-й гильдии, основоположник династии предпринимателей Худобиных в Санкт-Петербурге, благотворитель.

## Биография

### Происхождение
Наиболее ранние документированные упоминания купеческого рода Худобиных в Санкт-Петербурге относятся к концу XVIII века.
О первых годах Александра Яковлевича Худобина известно мало. Родился он в семье экономического крестьянина Якова Худобина (ок. 1736 — ок. 1790). О матери Александра сведений нет. С рождения Александр был крещён в православие.
Предки его исторически происходят из Вологодской области, где он, вероятно, и провёл первые годы своей жизни. Возможно имея отношение к Казённой палате Кирилло-Белозерского монастыря или, по другой версии, к Вологодской слободе. Впоследствии переселившись в Софийский уезд Санкт-Петербургской губернии Российской империи.
В официальной записи, на присвоение купеческого звания, о происхождении семьи Худобиных сказано буквально следующее: «Софийского уезда Ведомства здешней губернии Казённой палаты Вологодской слободы…»
Наиболее раннее, из дошедших до нашего времени упоминаний фамилии «Худо́бин» в исторических документах, по свидетельству историка и археографа С. Б. Веселовского, относится к первой четверти XVII века. В составленном им Ономастиконе упоминаются «Худобины, крестьяне, 1624 г., Курмыш, Нижний Новгород».
Интересна история происхождения фамилии. Есть два разнонаправленных варианта трактовки: производный от слова «худоба́» и от слова «худо́ба». Худо́ба — всё движимое и недвижимое имущество. По этой версии, фамилия Худо́бин означает — состоятельный, зажиточный человек.

### Худобины в Санкт-Петербурге

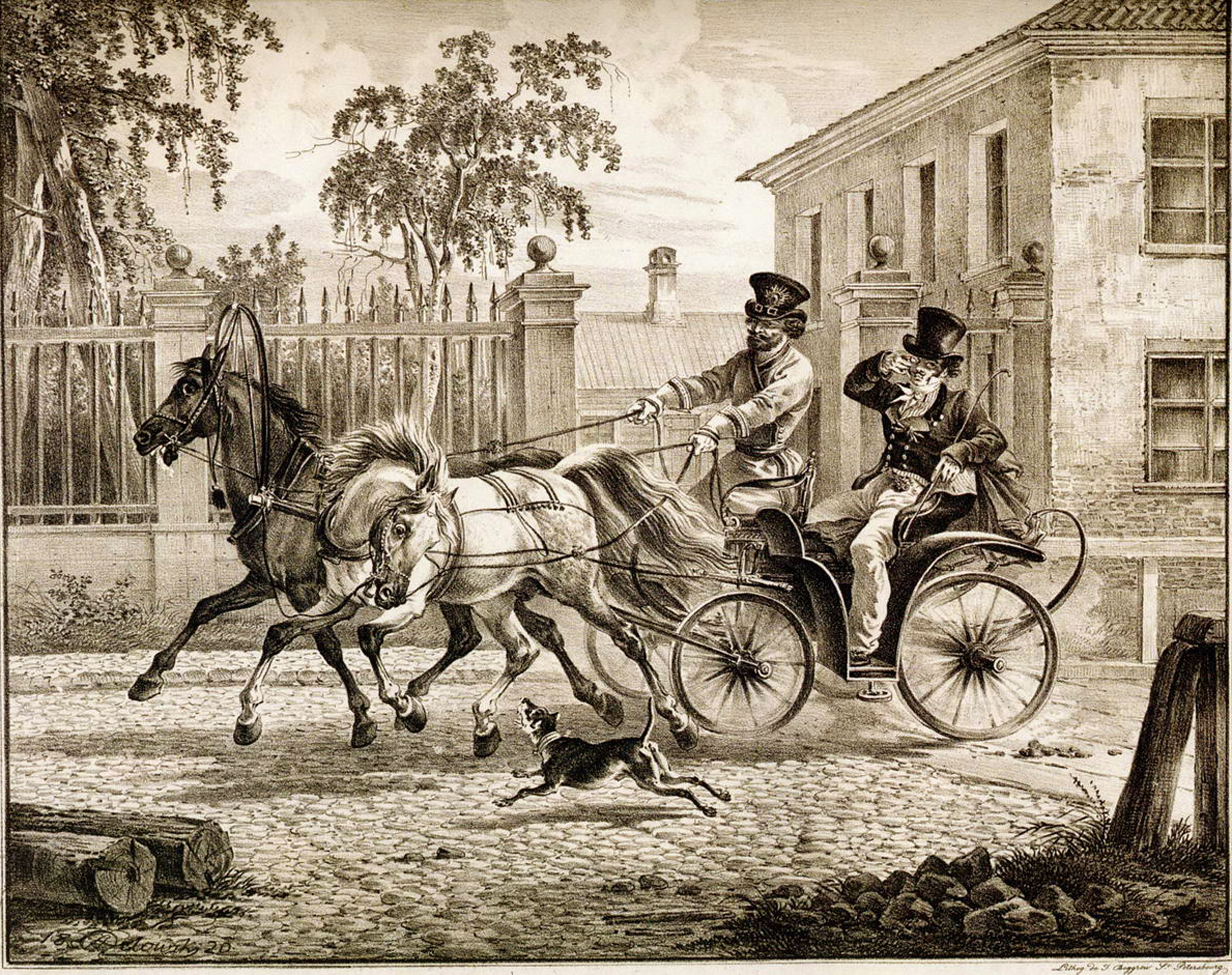
Орловский А. О. Городские дрожки, 1820, 44,6 x 55,7 см, б., литография

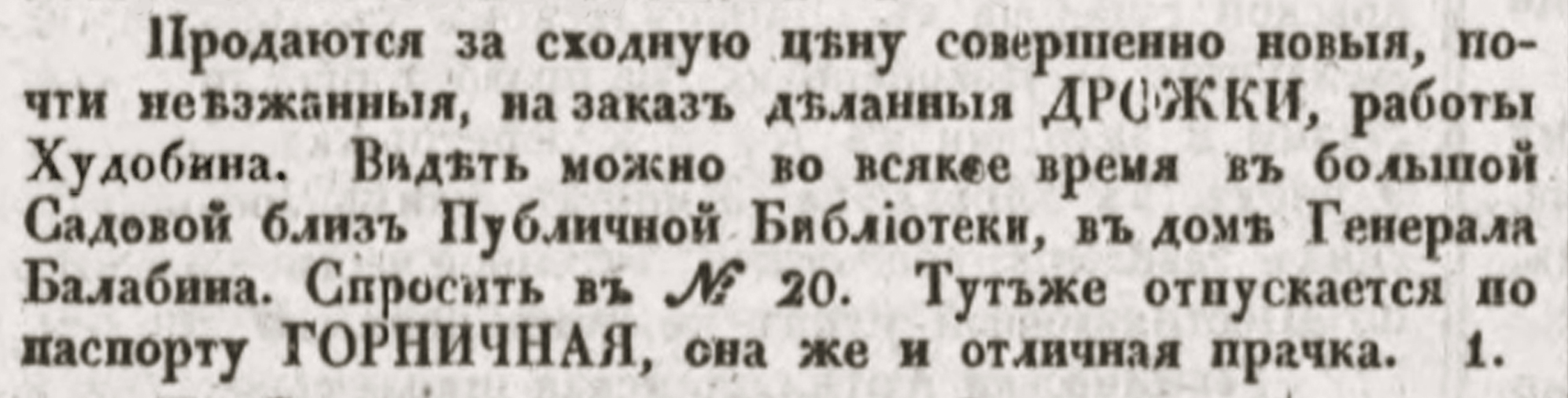
Объявление в газете Санктпетербургскiя вѣдомости. 1841, 29 ноября

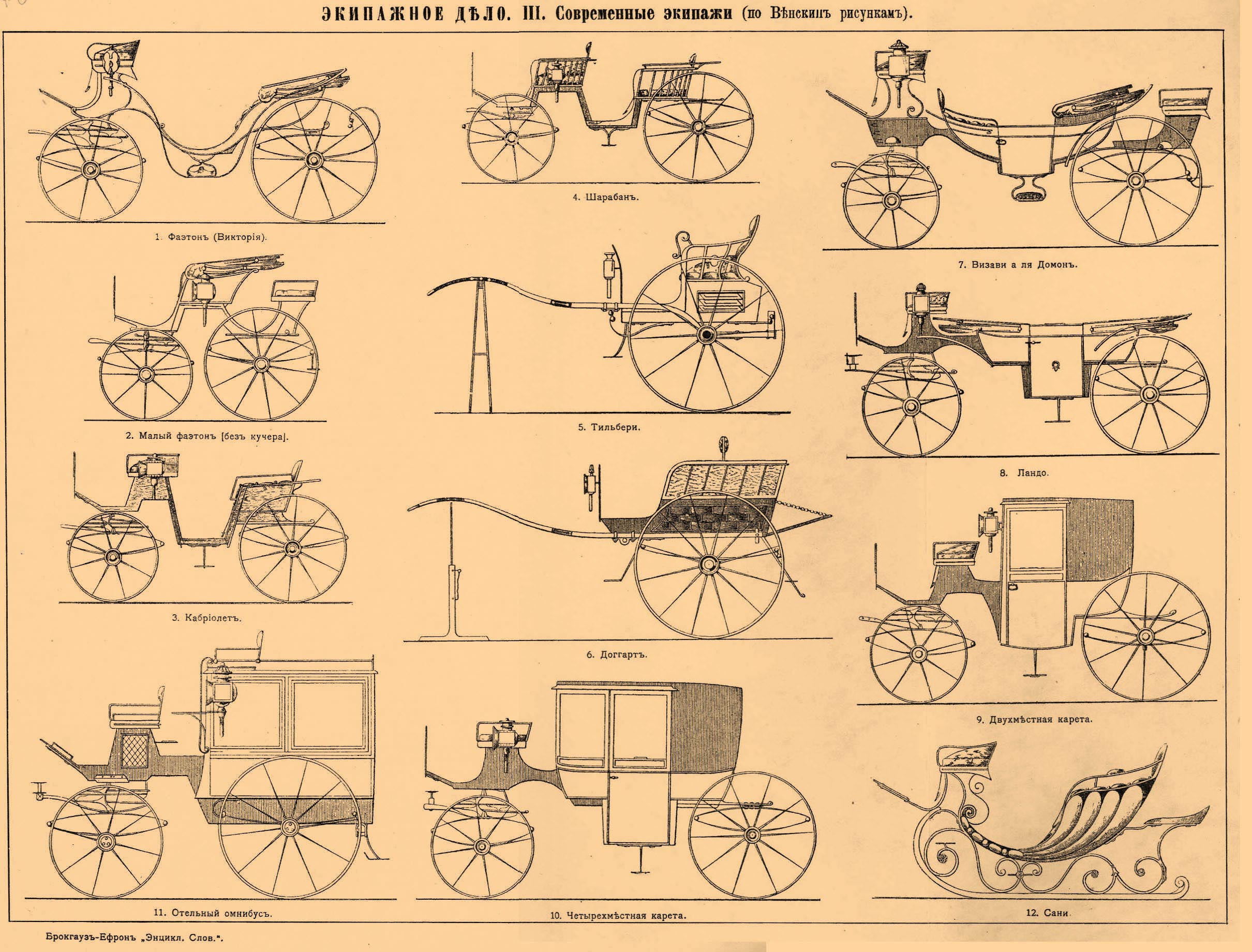
Типы экипажей XIX века

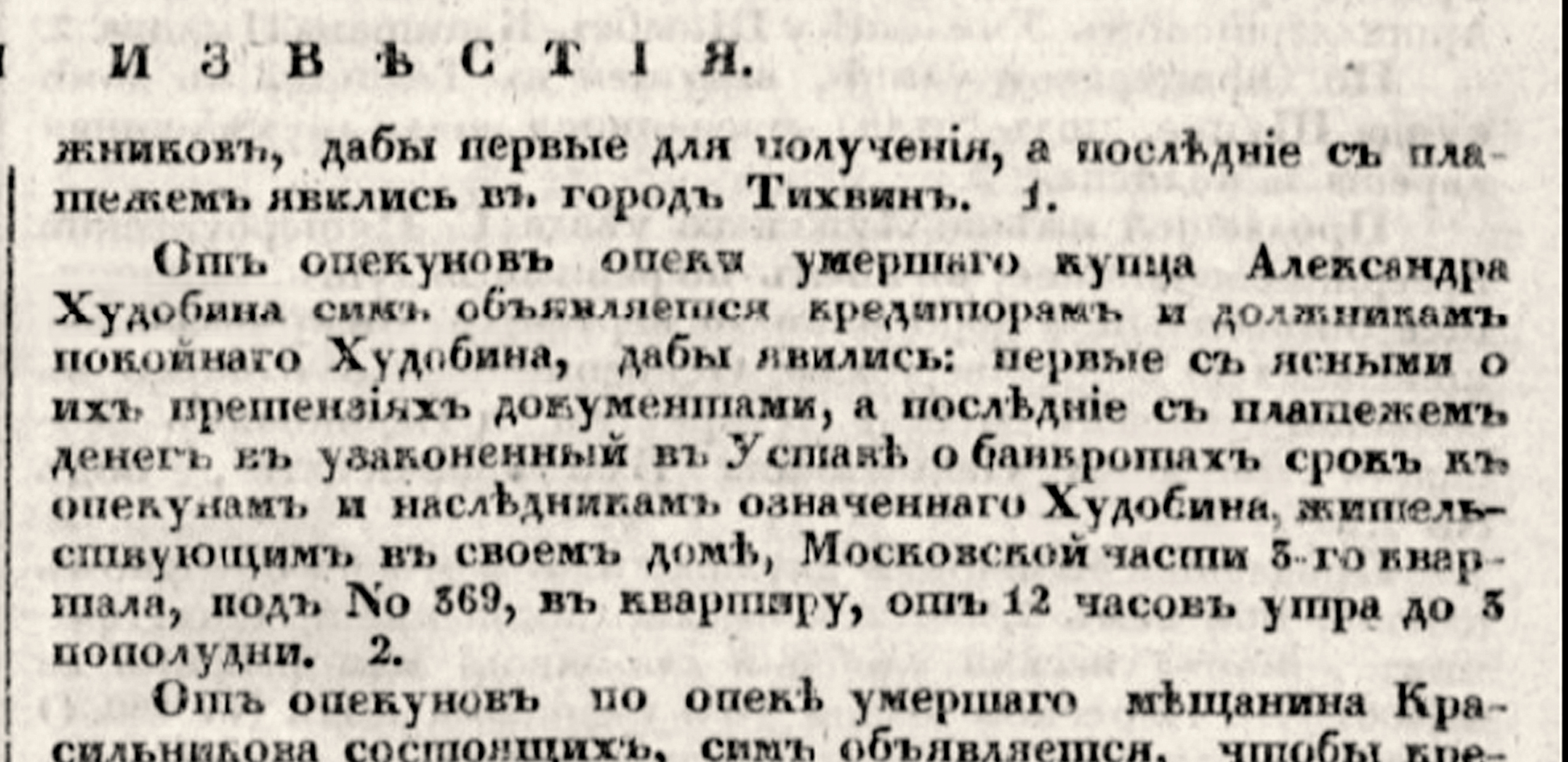
Извещение о смерти купца Александра Худобина. Санктпетербургскiя вѣдомости. 1833, 25 августа

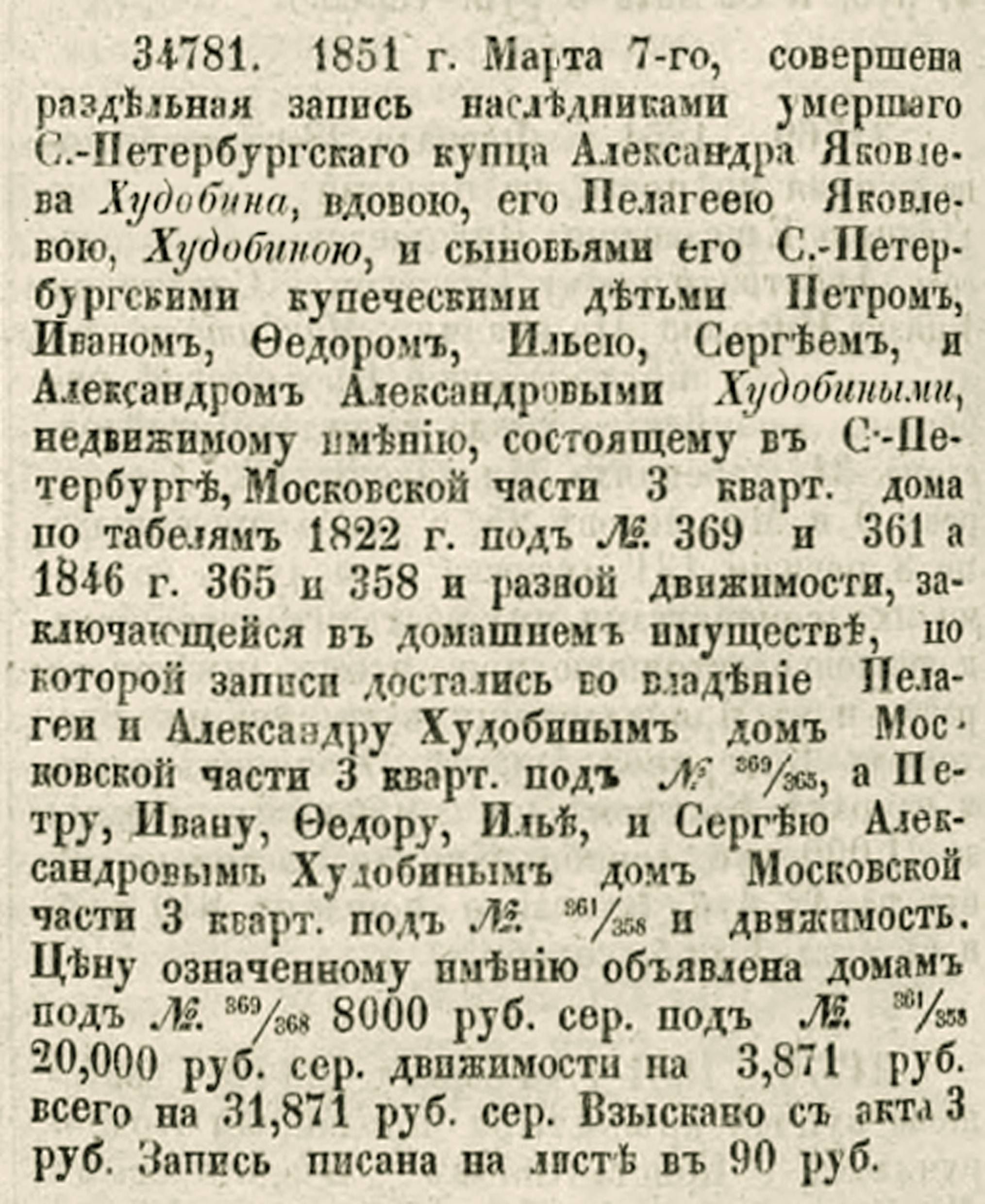
Раздел наследства купца Александра Яковлевича Худобина. 2 Августа, 1851

Александра Яковлевич имел трёх родных братьев: Фёдор (1783 — ?), Николай (1771 — ?), Алексей (1765 — ?). С которыми, судя по сохранившимся документам, в 1780-е годы он перебрался на жительство в окрестности Санкт-Петербурга; в образованный 1 января 1780 года по указу Екатерины II Софийский уезд, входивший в состав Санкт-Петербургской губернии.
22 августа 1789 года Александр с братьями подают в Городовой магистрат Санкт-Петербурга запрос-прошение на запись их в петербургское купечество. Представив «…свидетельство за подписями здешних купцов Ивана Аристова, Ивана Вечерухина, Ивана Никифорова <….> и городового старосты Мирона Лыкова. Свидетельство, что их, Худобиных, в Санкт-Петербургское купечество в 3-ю гильдию поместить и по рассмотрению ознаменовать доказательства, которые находят после городового положения 78. Статьи 5. П. 8….».
Предъявленные документы были рассмотрены в короткие сроки и 7 сентября того же года указом императрицы Екатерины II утверждёны «достаточными…» для присвоения купеческого звания

### В купечестве
С 1790 года Худобины официально значились в 3-й купеческой гильдии Санкт-Петербурга, зачислены с общим капиталом в 1025 рублей.
Как было записано в деле: «…дома или иного своего строения» на тот момент (1789) они не имели. «Место жительства имеют в Московской части в квартале под № — в доме здешнего купца Ивана Вечерухина…». Не вполне понятно, как именно был связан купец Иван В. Вечерухин с семьёй Худобиных, но известно, что он отличался щедростью к пожертвованиям, в числе прочего был старостой Церкви Вознесения Господня, располагавшейся на Вознесенском проспекте Санкт-Петербурга, жертвуя на её содержание значительные суммы.
К 1808 году братья Худобины (Алексей, Александр и Фёдор) проживали в 3-м квартале Московской Части Санкт-Петербурга, в собственном каменном доме по Пещаной улице № 369. Записаны как купцы 3-й гильдии со своей кузницей в этом же доме, «торгующие железом».
В «Указателе жилищ и зданий в Санкт-Петербурге на 1822 год», как и в аналогичном издании Самуила Аллера 1824 года, дом 369 по Боровой улице записан уже на одного Александра Худобина.
К концу жизни Александр Яковлевич Худобин сумел наладить самое успешное в Московской части Санкт-Петербурга, и одно из лучших в столице производств по изготовлению и продаже лёгких и быстрых экипажей (фаэтонов и дрожек).
Умер он 22 августа [3] сентября 1833 года,
оставив своим детям значительную часть недвижимого имущества в виде домов и собственное дело по производству «экипажей», слывших весьма популярными у петербургских обывателей.
Продаются дрожки работы мастера Худобина, немного ѣзжанныя, равно и старыя, но тоже были хорошей работы за 150 р.
По случаю отъѣзда продается за весьма сходную цѣну, пара отлично выѣзжанныхъ молодыхъ ЛОШАДЕЙ, четыре новые ХОМУТА съ серебренымъ наборомъ, совершенно новыя двумѣстныя ДРОЖКИ работы Худобина, кучерская ОДЕЖДА и прочія принадлежности.
Тамъже продается за отъѣздомъ малоподержанный легкій фаэтонъ работы Худобина.
Существует легенда, что пионер русской литографии Александр Орловский, любивший изображать в своих графических листах лихие жанровые сцены с городскими дрожками в Санкт-Петербурге, делал это, вдохновляясь экипажами Александра Худобина.

### Наследство
Почти два десятилетия после его кончины состояние Александра Яковлевича не подвергалось разделу. В основном им распоряжалась вдова купца Пелагея Яковлевна Худобина, сумевшая сохранить производство экипажей, несмотря на большую семью и внешние проблемы. По крайней мере один раз, купеческое хозяйство пострадало от пожара, случившегося в 1842 году.
	
1-го Сентября, въ первомъ часу по полудни, Московской части, по Боровой уиицѣ, во дворѣ купчихи Барабановой, загорѣлась деревянная прачечная, отъ коей сильное пламя мгновенно перешло на деревянныя смежныя службы <...>. Прибывшія пожарныя команды 13-ти частей, и вытребованные, въ послѣдствіи, 12-ть резервовъ, съ величаишим трудомъ и самоотверженіемъ, въ нестерпимомъ жару, преодолѣли къ 3-мъ часамъ, усиливавшееся со всѣхъ сторонъ жестокое пламя и удержали пожаръ на тѣхъ дворахъ. Сгорѣли до основанія: деревянный домъ купчихи Барабановой <...>; во дворѣ купца Худобина конюшни, сарай съ сѣномъ, разные чуланы и деревянный Флигель. Спасены: во дворѣ купца Худобина каменный трехъ-этажный домъ и двухъ-этажпый каменный Флигель съ кузницей и деревянная мастерская...
Лишь 7 марта 1851 года была совершена юридически оформленная раздельная запись наследства: домов в Московской части 3-го квартала, под номерами 365 (369 по реестру 1822 года) и 358 (361 по реестру 1822 года) и «разной движимости в домашнем имуществе…». Дом № 365 (369) достался Пелагее и Александру Александровичу Худобиным. Оценен в 8000 рублей серебром.
Дом № 358 (361) перешёл в общее владение к его сыновьям: Петру, Ивану, Фёдору, Илье и Сергею Александровичам Худобиным. Оценен в 20000 рублей серебром, как и «движимость» на 3871 рублей серебром.
Дом, перешедший к сыновьям Александра Яковлевича, дошёл до нашего времени в перестроенном виде, он расположен на углу улиц Боровая (№ 23) и Константина Заслонова (№ 21а). Здание было построено в первой трети XIX века по проекту архитектора Александра Щедрина, перестраивалось: в 1877 году по проекту Ивана Шапошникова; в 1900 году по проекту архитектора Николая Виташевского.

## Семья
Александр Яковлевич Худобин был женат два раза. Имел шестерых сыновей и множество внуков. Известно, что в 1789 году, на момент подачи прошения о включение в купечество, Александр был холост. В отличие от его брата Алексея Яковлевича, который уже был женат на Авдотье (Ильиной) Худобиной (1767 — ?), дочери экономического крестьянина и имел новорожденного сыны Ивана (март 1789, Софийский уезд — ?).
- Первая жена — Худобина (1770-е — 1810-е, Санкт-Петербург).
- Дети:
  - Пётр Александрович Худобин (179?, Санкт-Петербург — ?). Сын — Константин (1850-е, Санкт-Петербург — ?), дочь — Наталья (?), дочь — Анна (?)[21].
  - Иван Александрович Худобин (179?, Санкт-Петербург — 1853, Санкт-Петербург)[22]
  - Фёдор Александрович Худобин (180?, Санкт-Петербург — 18..?). Его жена — Александра Анемподистовна Худобина (180?, Санкт-Петербург — 18..?).
  - Илья Александрович Худобин (180?, Санкт-Петербург — 18..?). Его жена — Екатерина Михеевна Худобина (18..?, Санкт-Петербург — 1860-е, Санкт-Петербург) — купец 3-й гильдии.
  - Сергей Александрович Худобин (1810-е, Санкт-Петербург — 18..?).

- Вторая жена — Пелагея Яковлевна Худобина (1770-е — 13 марта [25] марта 1854, Санкт-Петербург).
- Дети:
  - Александр Александрович Худобин (1821, Санкт-Петербург — 1901, Санкт-Петербург).